# Frank C. Turner
Frank Charles Turner (Wainwright, 2 giugno 1951) è un attore canadese.

## Filmografia parziale

### Cinema
- Non siamo angeli (We're No Angels), regia di Neil Jordan (1989)
- La mosca 2 (The Fly II), regia di Chris Walas (1989)
- Air Bud - Campione a quattro zampe (Air Bud), regia di Charles Martin Smith (1997)
- Air Bud 2 - Eroe a quattro zampe (Air Bud: Golden Receiver), regia di Richard Martin (1998)
- Air Bud 3 (Air Bud 3: World Pup), regia di Bill Bannerman (2001)
- La rapina (3000 Miles to Graceland), regia di Demian Lichtenstein (2001)
- Snow Dogs - 8 cani sotto zero (Snow Dogs), regia di Brian Levant (2002)
- Air Bud 4 - Una zampata vincente (Air Bud: Seventh Inning Fetch), regia di Robert Vince (2002)
- Scary Movie 3 - Una risata vi seppellirà (Scary Movie 3), regia di David Zucker (2003)
- Io, lei e i suoi bambini (Are We There Yet?), regia di Brian Levant (2005)
- 2012, regia di Roland Emmerich (2009)
- Supercuccioli - Un'avventura da paura! (Spooky buddies), regia di Robert Vince (2011)
- Sonic - Il film (Sonic the Hedgehog), regia di Jeff Fowler (2020)

### Televisione
- It, regia di Tommy Lee Wallace – film TV (1990)
- Highlander (Highlander: The Series) – serie TV, 2 episodi (1993-1994)
- X-Files (The X-Files) – serie TV, 2 episodi (1994)
- L'aurora boreale (Northern Lights), regia di Linda Yellen – film TV (1997)
- Smallville – serie TV, 2 episodi (2002-2005)
- Supernatural – serie TV, episodio 6x18 (2012)
- Strange Empire – serie TV, 2 episodi (2014)
- L'uomo nell'alto castello (The Man in the High Castle) – serie TV, 2 episodi (2015)

## Doppiatori italiani
Nelle versioni in italiano delle opere in cui ha recitato, Frank C. Turner è stato doppiato da:
- Mino Caprio in Smallville (ep. 1x20), La trappola dell'innocenza, Sonic - Il film
- Oliviero Dinelli in La mosca 2, Supercuccioli - Un'avventura da paura!
- Sergio Di Giulio in X-Files (ep. 2x05), L'uomo nell'alto castello
- Francesco Vairano in Non siamo angeli
- Luciano Roffi in It
- Fabrizio Temperini in X-Files (ep. 1x21)
- Giorgio Locuratolo in Superantural
- Marco Mori in Spooksville